# Suemus orientalis
Suemus orientalis is een spinnensoort in de taxonomische indeling van de renspinnen (Philodromidae).
Het dier behoort tot het geslacht Suemus. De wetenschappelijke naam van de soort werd voor het eerst geldig gepubliceerd in 1909 door Eugène Simon.